# Johan Nordenfalk (1796–1846)
För andra betydelser, se Johan Nordenfalk (olika betydelser).
Johan Nordenfalk, född 9 september 1796 på Holms säteri, Överlännäs socken, Västernorrlands län och döpt i Gålsjö, död 9 mars 1846 i Stockholm, var en svensk friherre, ämbetsman och politiker; han var justitiestatsminister 1844–1846.

## Biografi
Johan Nordenfalk var son till brukspatronen och ägaren av Holms säteri Carl Fredrik Nordenfalk och Hedvig Sofia Hjärne. Han studerade vid Uppsala universitet där han tog juridisk och kameral examen. 1821 blev han häradshövding, och två år senare assessor i Svea hovrätt, men blev samma år kallad till posten som revisionssekreterare. Efter flera sekreterarbefattningar blev han 1828 statssekreterare vid krigsexpeditionen, varmed han och hans vän Carl Johan af Nordin fick stort inflytande över kungen. Detta förhållande bröts dock av Magnus Brahe, som höll ett anförande vid riksdagen 1828, varigenom ett program de lagt fram tillintetgjordes. År 1831 beviljades han avsked efter ett tidigare avslag.
Han ägnade sig därefter åt de stora egendomar (bland dem Blekhem) han fått genom sitt gifte 1828 med Maria Risellschöld. År 1838 upphöjdes han till friherre, och 1844 återinträdde han i regeringen som konsultativt statsråd. Samma år utnämndes han till justitiestatsminister. Under året hade han försvarat representationsreformen i riksdagen och blev därefter ordförande i den kommitté som utarbetade förslaget om dess införande. Ett förslag han inlade 1840 ledde 1861 till bildandet av Sveriges allmänna hypoteksbank.
Nordenfalk var ledamot av Krigsvetenskapliga akademien, och hedersledamot av Lantbruksakademien.
Med sin hustru blev han far till Johan Nordenfalk den yngre och Carl Nordenfalk.
Johan Nordenfalk är begravd på Törnsfalls kyrkogård.